# Ольшево-Болонкі
Ольшево-Болонкі (пол. Olszewo-Bołąki) — село в Польщі, у гміні Ступськ Млавського повіту Мазовецького воєводства.
Населення — 38 осіб (2011).
У 1975-1998 роках село належало до Цехановського воєводства.

## Демографія
Демографічна структура станом на 31 березня 2011 року:
|          | Загалом | Допрацездатний вік | Працездатний вік | Постпрацездатний вік |
| -------- | ------- | ------------------ | ---------------- | -------------------- |
| Чоловіки | 17      | 1                  | 10               | 6                    |
| Жінки    | 21      | 1                  | 11               | 9                    |
| Разом    | 38      | 2                  | 21               | 15                   |